# Muntele Hamiguitan
Muntele Hamiguitan este un munte situat în provincia Davao Oriental, Filipine, înalt de 1.620 m. Muntele și zona învecinată găzduiesc una dintre cele mai diverse populații de animale sălbatice din țară. Printre animalele sălbatice găsite în zonă se numără acvila filipineză și mai multe specii de Nepenthes. Unele dintre acestea din urmă, precum Nepenthes peltata, sunt endemice zonei. Muntele are o suprafață de pădure protejată de aproximativ 2.000 de hectare, remarcabilă pentru pădurea sa pigmeu unică, care conține copaci cu vârsta de peste 100 de ani, în sol ultramafic, cu multe specii de floră și faună pe cale de dispariție, endemice și rare.
Muntele Hamiguitan, cu o suprafață totală de 6.834 ha, a fost declarat parc național și sanctuar al vieții sălbatice în 2003. În 2014, parcul a fost înscris în lista patrimoniului mondial UNESCO, devenind primul astfel de obiectiv din Mindanao.

## Geografie
Muntele Hamiguitan este situat în provincia Davao Oriental, în partea de sud-est a insulei Mindanao, Filipine. Ocupă zona dintre limitele politice ale Mati, San Isidro și Governor Generoso.

## Floră și faună

### Plante
Inventarul speciilor de floră de pe munte și zona învecinată arată că pădurea sa montană are cea mai mare diversitate de specii de plante cu 462 de specii, urmată de pădurea de dipterocarp cu 338 de specii, pădurea de mușchi cu 246 de specii și agro-sistemul cu 246 de specii. Unele dintre plantele întâlnite frecvent pe Muntele Hamiguitan sunt: 

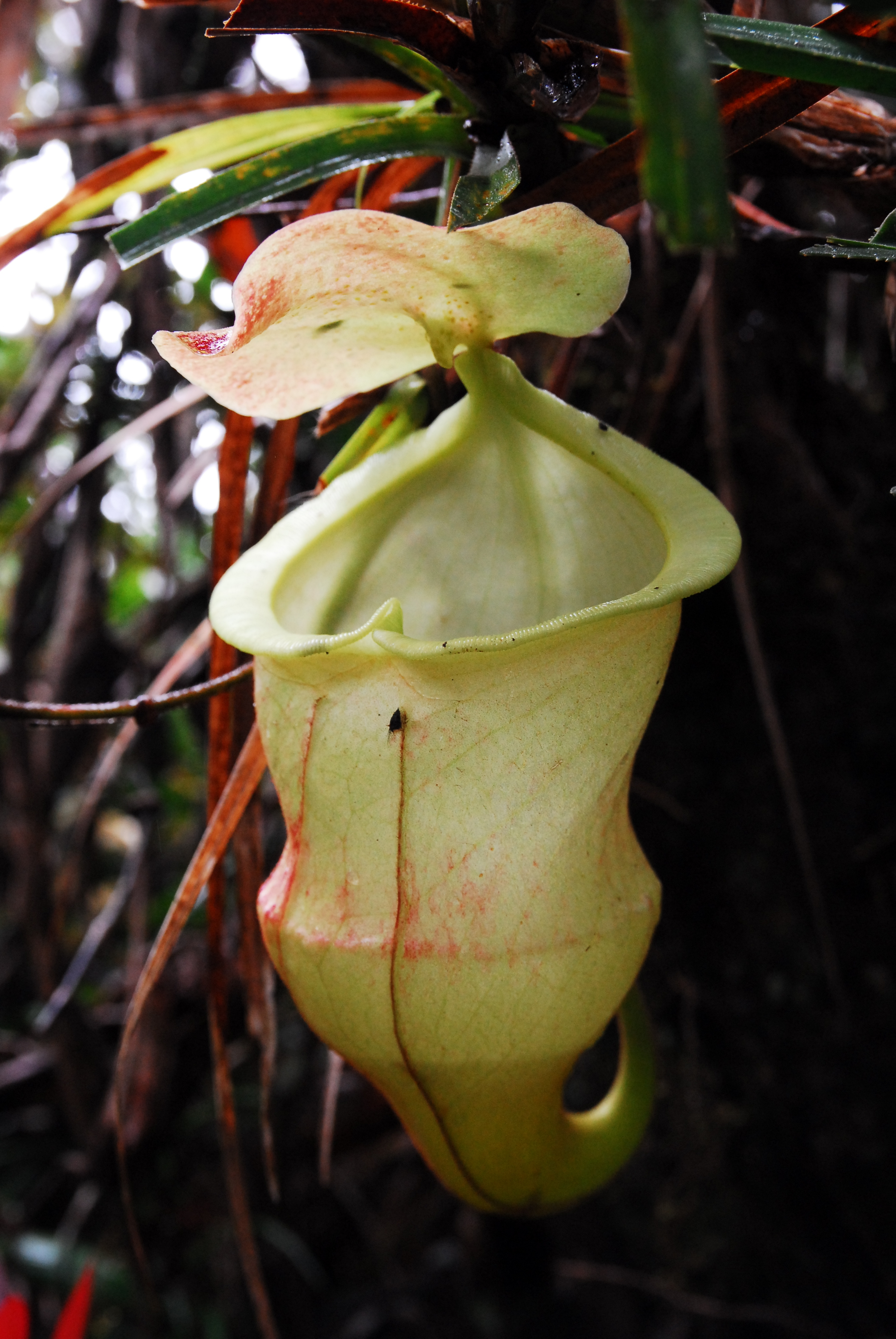
Nepenthes hamiguitanensis

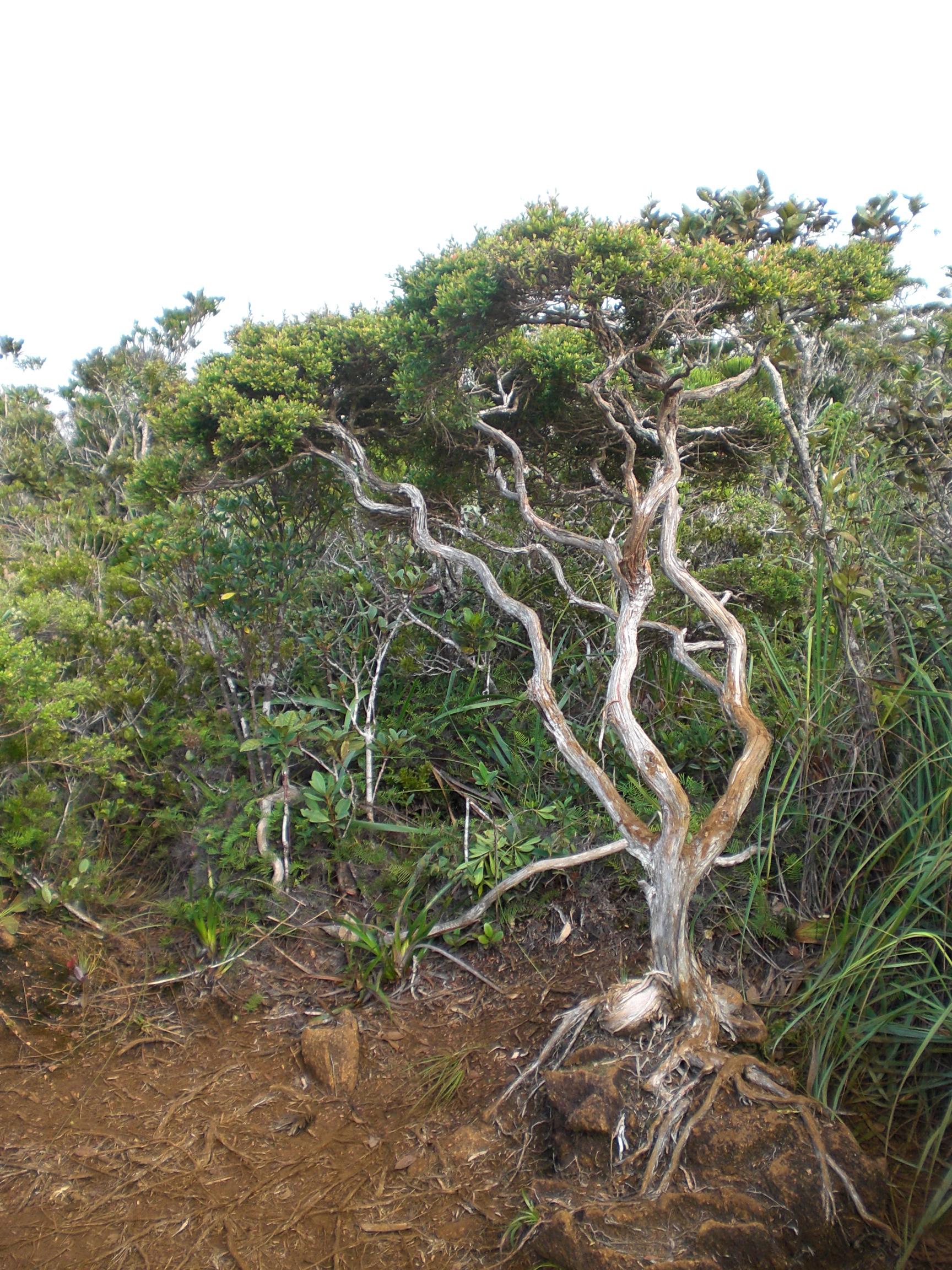
Un copac în pădurea pigmeu de pe Muntele Hamiguitan

### Animale
Lista Roșie a Uniunii Internaționale pentru Conservarea Naturii (UICN) a identificat cel puțin 11 specii de vertebrate pe cale de dispariție. Consiliul filipinez pentru agricultură, silvicultură și resurse naturale și dezvoltare (PCARRD) a raportat că muntele este locuit de cinci specii pe cale de dispariție, 27 de specii rare, 44 de specii endemice și 59 de specii importante din punct de vedere economic. În zonă se găsesc următoarele specii: 
- Acvila filipineză
- Acerodon jubatus
- Hipposideros obscurus
- Tarsius syrichta
- Sus philippensis
- Cervus mariannus
- Haplonycteris fischeri
- Paradoxurus hermaphroditus
- Phapitreron cinereiceps
- Penelopides panini
- Aethopyga primigenius
- Mimizuku gurneyi
- Batomys hamiguitan

## Statut de protecție
În 2004, Muntele Hamiguitan a fost declarat drept rezervație naturală prin Legea Muntelui Hamiguitan, care a fost adoptată la inițiativa senatorului Loren Legarda.
În iunie 2014, Sanctuarul pentru animale sălbatice din lanțul Hamiguitan a fost adăugat pe lista UNESCO a Patrimoniului Mondial. Înainte de aceasta, zona fusese deja declarată parc al patrimoniului ASEAN.